# Jean-Louis Pascal
Pour les articles homonymes, voir Pascal.
Ne doit pas être confondu avec Louis Jean Pascal.
Jean-Louis Pascal est un architecte français, né le 4 juin 1837 à Paris, ville où il est mort le 16 mai 1920 en son domicile dans le 10e arrondissement de Paris. Grand Prix de Rome, il a mené une carrière d'architecte officiel et d'enseignant.

## Biographie
Fils de restaurateur de la rue Montorgueil à Paris, il entre à l'École nationale supérieure des beaux-arts en 1855 au sein de l'atelier d'Émile-Jacques Gilbert puis à partir de 1859 de son successeur Charles-Auguste Questel. Après cinq tentatives en tant que logiste, il remporte le grand prix de Rome en 1866 pour un projet d'hôtel pour banquier (il a été 2 fois second grand prix en 1859 et 1864). En parallèle, il est inspecteur des travaux de l'Opéra auprès de Charles Garnier, ainsi qu'une médaille au Salon la même année. Il est pensionnaire à la villa Médicis du début de l'année 1867 à la fin de l'année 1870. Ses envois de Rome comprennent des relevés de Pompéi et du stade du Palatin.
De retour en France, il est mobilisé pour la Guerre de 1870. La guerre terminée, il collabore avec Hector-Martin Lefuel sur le chantier de restauration du Louvre. En 1872, il succède à son ancien maître Charles-Auguste Questel à la tête de son atelier à l'École des beaux-arts. Il y forme des architectes comme : Henri-Paul Nénot, Henri Sauvage, Henry Jacques Le Même, Charles Mewès, Joseph Carré, Paul Philippe Cret, Marius Toudoire, Alexandre Émile Auburtin, Jacques Alleman, Emmanuel Gonse, Charles Siclis, Charles Heubès, Adolphe Thiers  ainsi qu'un certain nombre d'étrangers et notamment britanniques et américains venus en France pour se former à l'architecture. Il obtient ainsi la médaille d'or en 1914 des American Institute of Architects et Royal Institute of British Architects. Il reçoit également une médaille de première classe à l'exposition universelle de 1878
Il est nommé architecte de la Bibliothèque nationale de France en 1875 à la mort d'Henri Labrouste (1875-1912). Il assume par ailleurs les fonctions d'architecte diocésain de Valence à partir de 1875 et d'Avignon à partir de 1888. Il est élu en 1890 au fauteuil no 2 de l'Académie des beaux-arts. Il est fait officier d'académie en 1866 et commandeur de la Légion d'honneur en 1903 (chevalier 1880, officier 1889).
Il est membre du jury de l'exposition universelle de 1900.

## Distinctions
- Officier d'académie (1866)
- Commandeur de la Légion d'honneur (1903)

## Principales réalisations

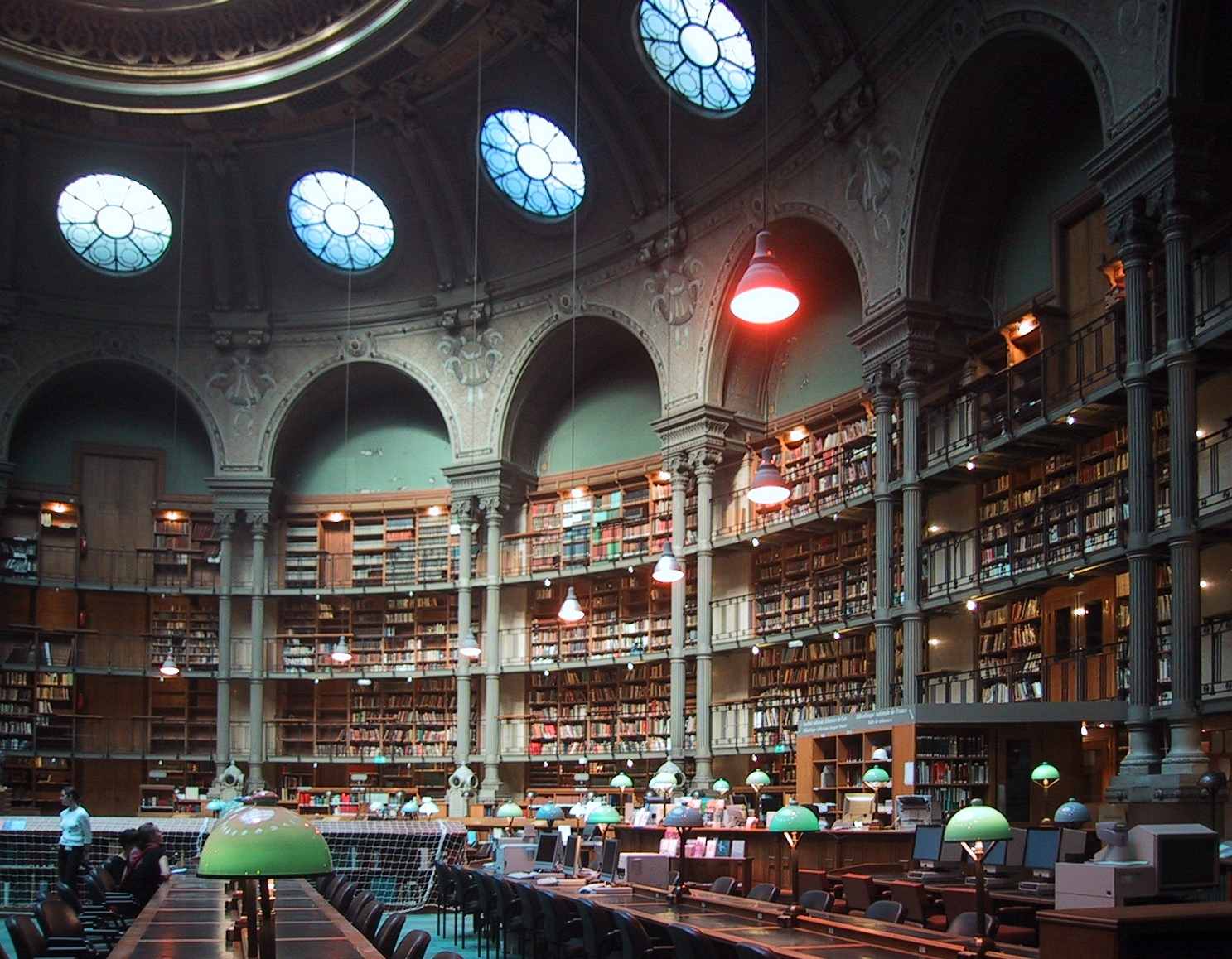
Salle ovale du site Richelieu de la Bibliothèque nationale de France.

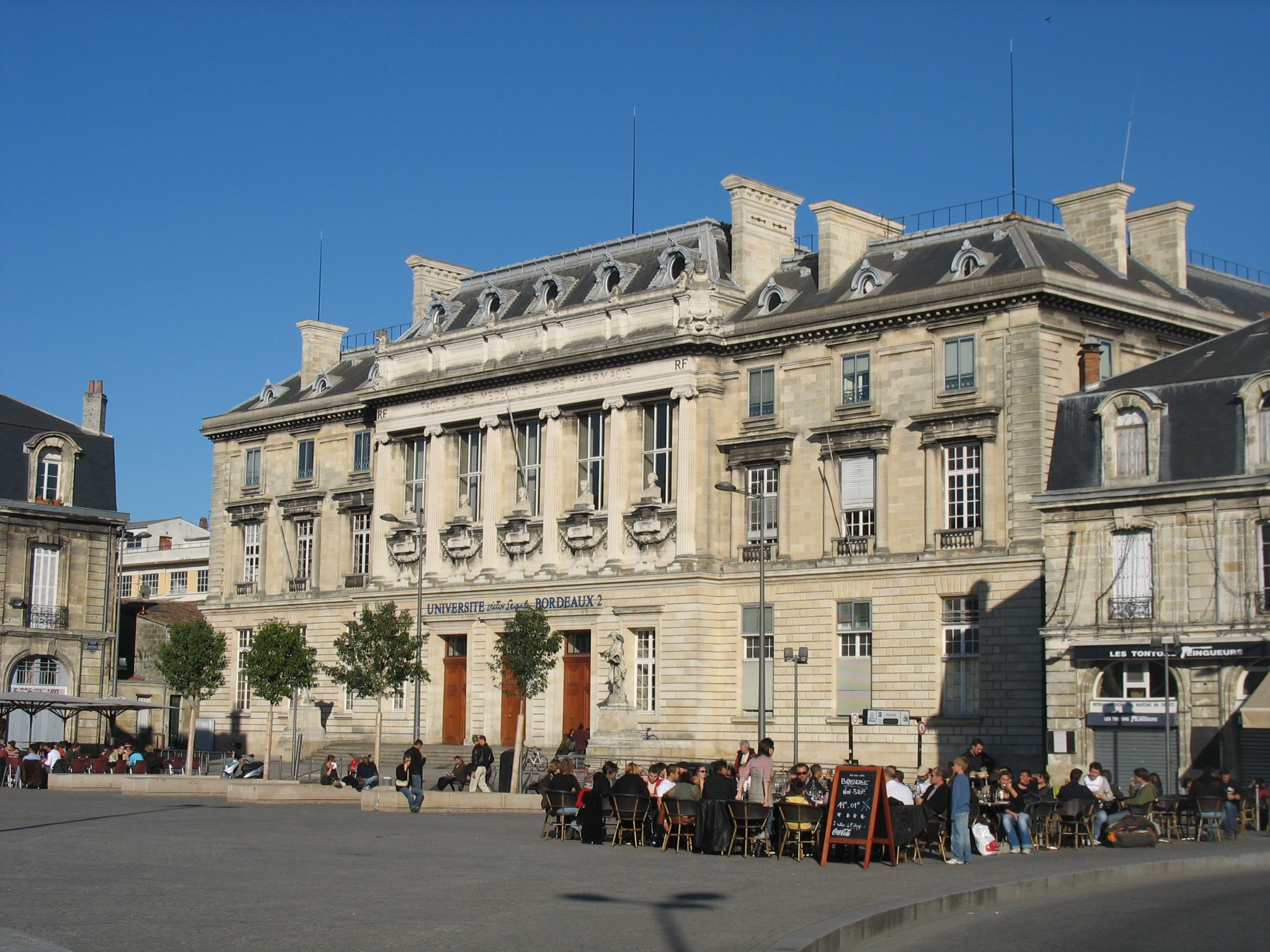
Faculté de médecine et de pharmacie, place de la Victoire à Bordeaux.

- 1868 : résidence et atelier du peintre William Bouguereau 75, rue Notre-Dame-des-Champs dans le 6e arrondissement de Paris ;
- 1869-1873 : reconstruction du château d'Escure à Commes (Calvados)[4] ;
- 1875-1912 : intérieurs et extérieurs de la Bibliothèque nationale de France : salle Ovale, salon Voltaire, salle des périodiques, grand escalier d'honneur (détruit à la fin des années 2010 dans le cadre de la rénovation du quadrilatère Richelieu[5]) ;
- 1876-1888 et 1902-1922 : Faculté de médecine et de pharmacie, place de la Victoire à Bordeaux ;
- 1882 : tombeau de Jules Michelet au cimetière du Père-Lachaise avec le sculpteur Antonin Mercié ;
- 1883 : mairie et école d'Ablon-sur-Seine (Val-de-Marne)[6] ;
- 1883-1884 : immeuble du banquier Königswarter au 12, rue de Prony dans le 17e arrondissement de Paris ;
- 1908 : château du Doux à Altillac (Corrèze).

## Art
- Une plaquette en bronze, Jean-Louis Pascal, architecte, a été réalisée par le sculpteur Jules Chaplain en 1897.

### Dessins d'architecture
- Pompéi, juin 1867
  - Masque d'une fontaine en coquillages, maison de la Grande fontaine, graphite et aquarelle, H. 34.8 ; L. 19.5 cm[7]. Paris, Beaux-Arts[8].
  - Mosaïques de Pompéi, aquarelle, H. 46.1 ; L. 29.3 cm[9]. Paris, Beaux-Arts[8].
  - Relevé d'une paroi de la maison Apollon, aquarelle, H. 30.5 ; L. 49.7 cm[10]. Paris, Beaux-Arts[8].

## Élèves
- Gaston Glorieux (1898-1943), élève en 1919[11]
- Marcel Guillet (1894-1985), élève en septembre 1919 jusqu'à la mort du maître.
- César Mancel (1868-19..), élève en 1889[12]
- Alfred-Henri Recoura (1864-1940), élève de 1885 à 1894 ou il obtient le Premier Grand Prix de Rome en Architecture ayant obtenu le second l'année précédente.